# Station Beverloo-Heide
Station Beverloo-Heide is een voormalige spoorweghalte op een afstand van ongeveer 3 km van het station Helchteren gelegen, richting Wijchmaal, langs spoorlijn 18 aan spoorovergang nr. 14 (Bungalowparkstraat) in de gemeente Houthalen-Helchteren. De stopplaats lag op ongeveer 1 kilometer van een militair domein en werd uitsluitend door militairen gebruikt bij grotere oefeningen. Het lossen van zwaar materieel was er niet mogelijk. Er is heden niets meer hiervan terug te vinden.
0,0: Winterslag ·
10,7: Houthalen ·
14,7: Helchteren ·
18,5: Beverloo-Heide ·
23,0: Wijchmaal ·
27,0: Eksel ·
33,6: Neerpelt ·
40,1: Achel ·
43,8: Borkel en Schaft ·
49,6: Valkenswaard ·
54,1: Aalst-Waalre ·
57,0: Gestel ·
58,0: Philipsdorp Zuid ·
60,0: Eindhoven Centraal